# コマッビオ
コマッビオ（伊: Comabbio）は、イタリア共和国ロンバルディア州ヴァレーゼ県にある、人口約1,200人の基礎自治体（コムーネ）。

## 地理

### 位置・広がり

#### 隣接コムーネ
隣接するコムーネは以下の通り。
- カドレッツァーテ・コン・オズマーテ (オズマーテ)
- メルカッロ
- セスト・カレンデ
- テルナーテ
- トラヴェドナ＝モナーテ
- ヴァラーノ・ボルギ
- ヴェルジャーテ

### 地震分類
イタリアの地震リスク階級 (it) では、4 に分類される
。

## 行政

### 分離集落
コマッビオには、以下の分離集落（フラツィオーネ）がある。
- Monte Pelada, C.na Zerbino, Careggio, C.na della Palude, sito delle Querce